# Боянівка (Чернівецький район)
Бояні́вка —  село в Україні, у Боянській сільській громаді Чернівецького району Чернівецької області.

## Історія
З 24 серпня 1991 року село Боянівка входить до складу незалежної України.

## Населення
Населення села становило 403 особи за даними перепису 2001 року.

### Мова
Розподіл населення за рідною мовою за даними перепису 2001 року:
| Мова       | Відсоток |
| ---------- | -------- |
| румунська  | 94,04%   |
| українська | 3,72%    |
| російська  | 2,23%    |

## Світлини

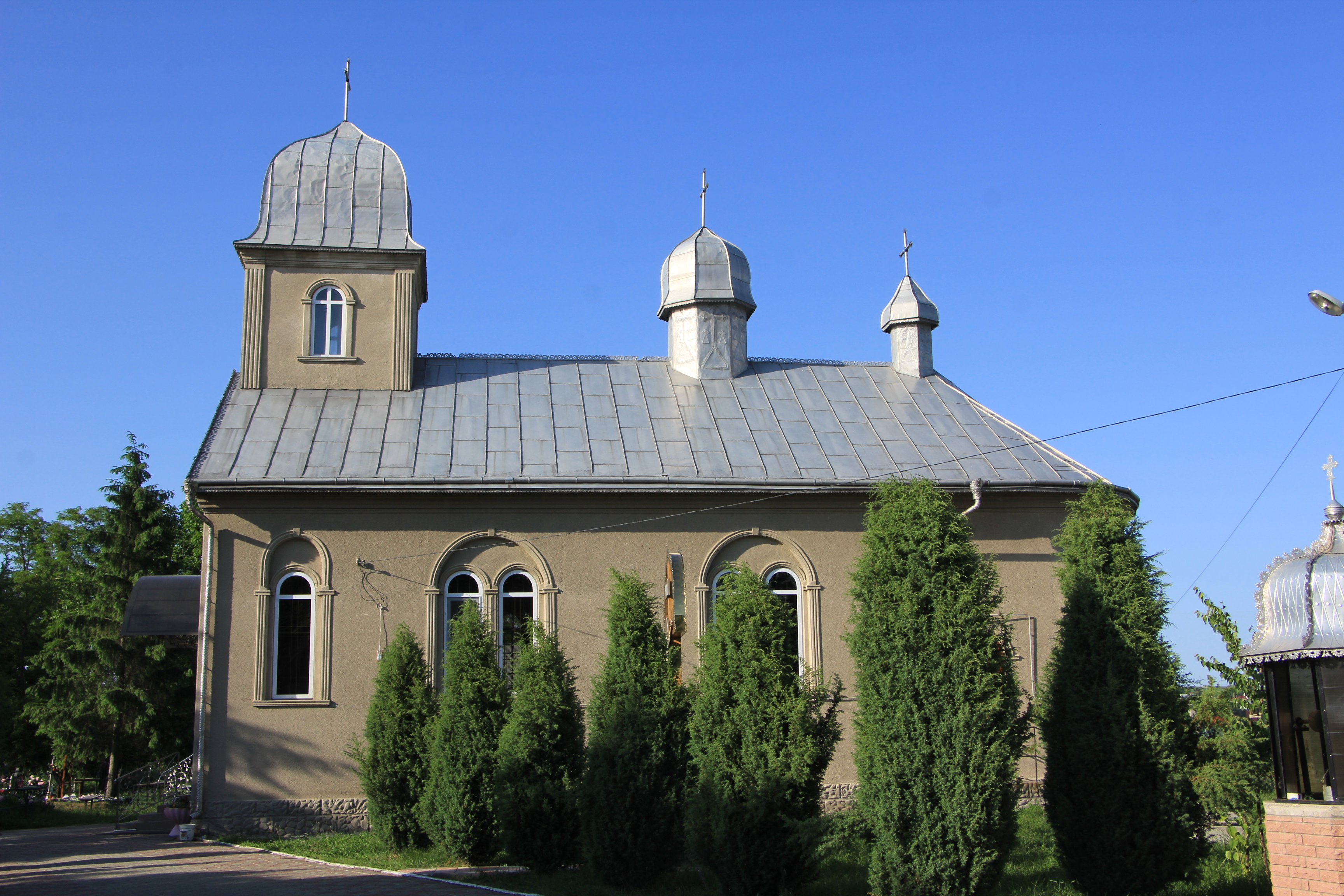
Церква Свв. Констянтина і Олени
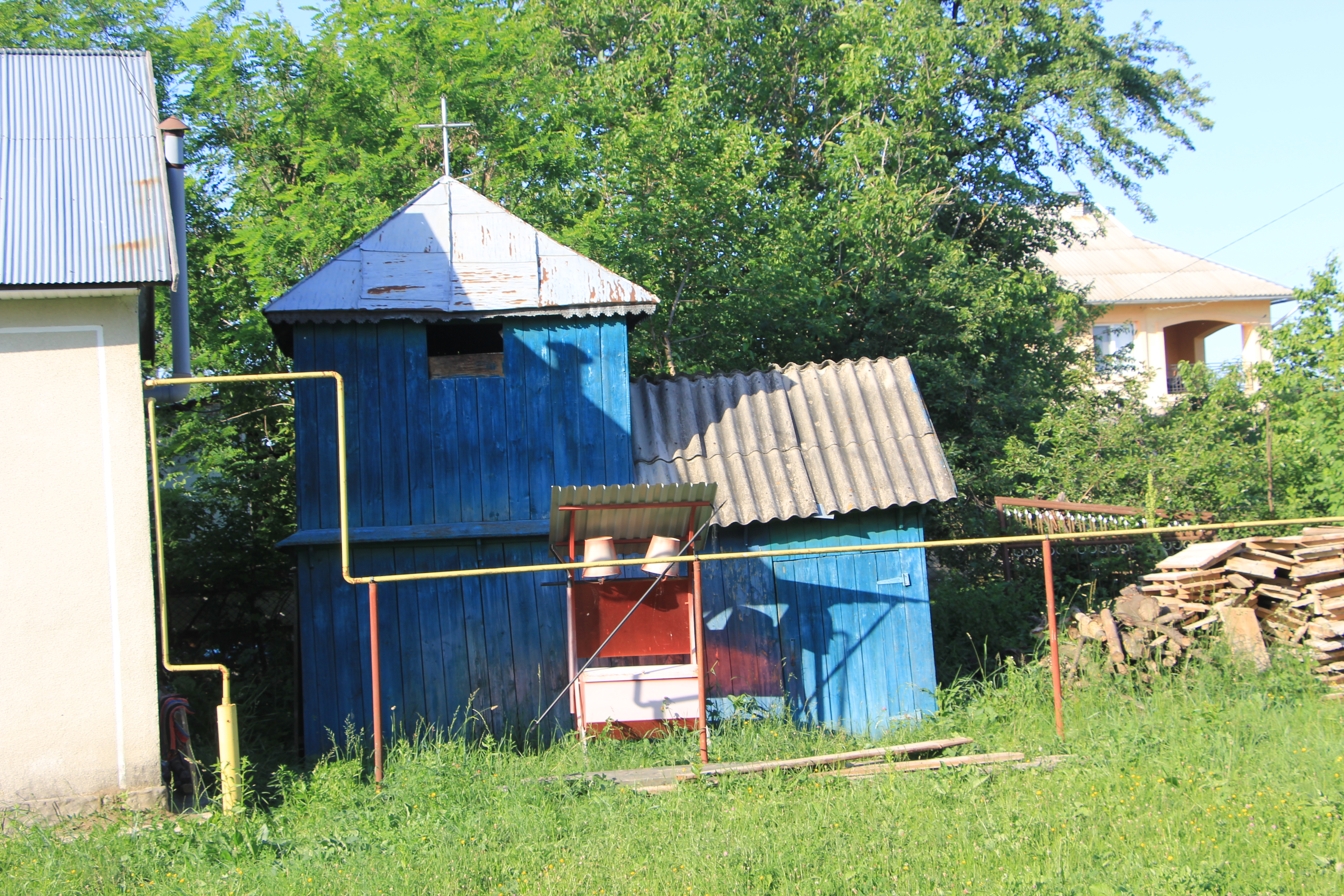
Церква Свв. Констянтина і Олени